# Časová osa mise Mars 2020
Mise Mars 2020 začala startem roveru Perseverance 30. července 2020. Po více než šestiměsíční cestě pak rover 18. února 2021 přistál na povrchu Marsu a zahájil výzkum. Klíčovým okamžikem mise byl také 19. duben 2021, kdy proběhl první test vrtulníku Ingenuity, který se tím stal prvním létajícím strojem na jiné planetě.
Celé misi předcházelo dlouhé plánování a testování, spojené i s výší nákladů na misi, které dosáhly výše 2,8 miliard amerických dolarů.

## Přípravy

### 2012
4. prosinec – NASA oznámila misi Mars 2020 na podzimním zasedání Americké geofyzikální unie v San Francisku. Výběr Marsu jako cíle mise NASA vyvolal u některých členů vědecké komunity překvapení.

### 2013
2013 – V laboratořích JPL byl zahájen vývoj Ingenuity.
2013 – Byly vytvořeny první prototypy vrtulí Ingenuity, které byly schopné dodat dostatečný vztlak.

### 2014
Březen 2014 – Proběhl první test 1. generace rotorů vrtulníku.
31. červenec – NASA finálně rozhodla o tom, jaké přístroje budou umístěny na roveru Perseverance. Rozhodla o tom komise ustanovená 24. září 2013. Mise Mars 2020 odpovídá vědeckým cílům doporučeným Národní výzkumnou radou v dokumentu Planetary Science Decadal Survey z roku 2011.
Prosinec 2014 – Vrtulník Ingenuity provedl první neřízený let, takzvaný skok.

### 2015
2015 – Ingenuity provedl první řízený let, ovšem zatím ne v simulované marsovské atmosféře.

## Výběr místa přistání
Výběr místa přistání byl zahájen v roce 2013 a ukončen v roce 2017, přičemž výběr měla na starosti stejná komise, jako vybírala přístroje na rover.
Počet kandidátů byl postupně snížen z více než 60 na 8, z nichž byli roku 2017 vybráni tři – Severovýchodní Syrtis, kráter Gusev a kráter Jezero.

## 2020

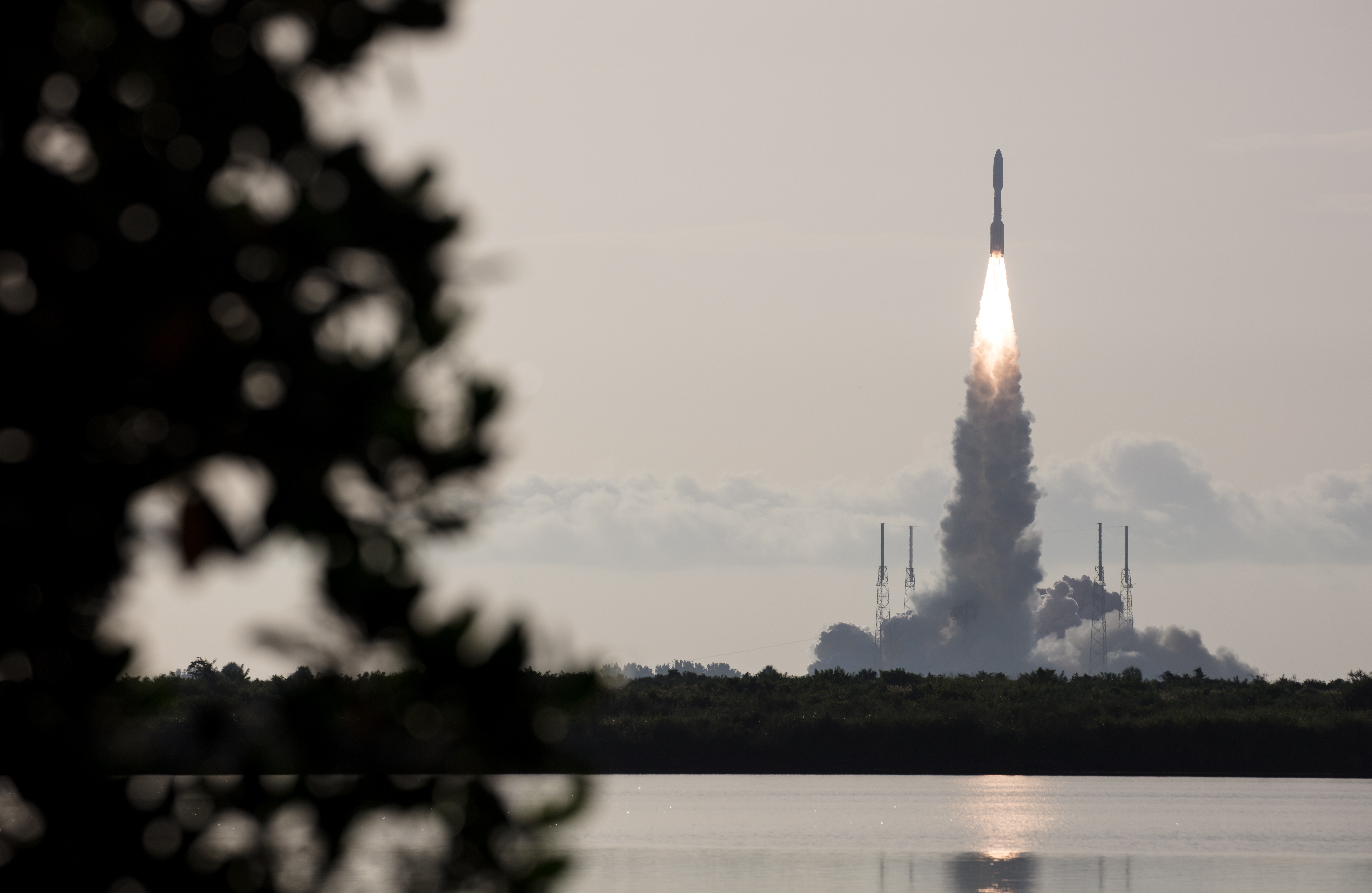
Start roveru Perseverance

30. červenec – Rover Perseverance úspěšně vystartoval 30. července 2020 v 11:50:00 UTC na palubě nosné rakety United Launch Alliance Atlas V z Space Launch Complex 41 v Cape Canaveral Air Force Station (CCAFS) na Floridě.
Celkem poté kapsle s roverem urazila 470 milionů kilometrů rychlostí 39600 km/h.
14. srpna – Manévr TCM-1, nasměrování na správnou meziplanetárního dráhu. K této první korekci došlo 15 dní po startu ze Země.
30. září – Korekce letu k Marsu, manévr TCM-2. Proběhl 62 dní po startu ze Země.
18. prosince – Korekce letu k Marsu TCM-3, jejímž cílem bylo zajistit, že sonda letí správnou rychlostí a správným směrem, aby před přistáním dorazila na správné místo na hranici marsovské atmosféry. Proběhla 62 dní před přistáním na Marsu.

## 2021

### Únor

#### Přistání
18. února – Rover úspěšně přistál na Marsu. Přistání proběhlo v 15:55 EST, což je 21:55 CET, ovšem informace na Zemi přišla se zpožděním několika minut. Ihned po přistání odeslal první fotografie povrchu.

#### Počátek povrchových operací
19. února – Vrtulník Ingenuity na Zemi poslal první zprávu o stavu.
25. února – Na Zemi dorazil první panoramatický snímek pořízený vozítkem Perseverance.

### Březen
2. března – Rover poprvé plně použil své rameno.
3. března – 5. března – Během těchto dní byly vyzkoušeny všechny vědecké přístroje na roveru. Vozítko také odeslalo první záznam zvuku.
5. března – NASA oznámila, že vozítko provedlo první jízdu po povrchu Marsu. Trvala 33 minut. Nejdříve vozítko jelo vpřed 5 metrů, poté se otočilo o 120° a následně couvalo o 1,3 metru. Dohromady tedy urazilo 6,3 metru. V průběhu mise však jízda může trvat až jeden marťanský den (sol). Během této doby urazí kolem 200 metrů, čímž by vozítko mohlo překonat rekord vozítka Opportunity, které za den urazilo 214 metrů. Vozítko na Zemi poslalo i první video jízdy po Marsu.
17. března – Vozítko zaznamenalo malý písečný vír, který je nazýván rarášek (v angličtině dust devil). Tyto víry nejsou pro vozítka nebezpečné, dokonce mohou být i prospěšné, protože mohou očistit znečištěné solární panely vozítek. Rarášky zachytily i ostatní vozítka NASA, ovšem Pereverance jej zachytilo nejdříve po přistání. Tyto víry však nejsou způsobeny prouděním větru, ale přehřátím povrchu, zatímco vzduch nad zemí je chladný.
17. března – Vozítko na Zemi zaslalo první záznam zvuků jízdy po Marsu.

### Duben
5. dubna – 6. dubna – Vrtulník Ingenuity přečkal první noc venku.
6. dubna – Vrtulník Ingenuity pořídil první barevnou fotografii Marsu.
7. dubna – Vozítko Perseverance vytvořilo „selfie“ s vrtulníkem Ingenuity. Jde o fotografii složenou z 62 menších snímků. Fotografii pořídila čočka WATSON zařízení SHERLOC. Obdobná selfie pořídila i ostatní vozítka americké NASA.
8. dubna – NASA zveřejnila první výsledky měření z metoeostanice MEDA.
9. dubna – Vrtulník poprvé roztočil vrtule, pouze však na 50 otáček za minutu. Vozítko se nacházelo asi 60 metrů od vrtulníku.
11. dubna – NASA oznámila, že první let vrtulníku Ingenuity se odkládá.
14. dubna – Plánován byl první let vrtulníku Ingenuity na Marsu.
19. dubna – Proběhl první let helikoptéry Ingenuity na Marsu. Let začal v 9:31 SELČ a trval 39 sekund. Během letu byla pořízena i fotografie.
21. dubna – NASA oznámila, že v rámci experimentu MOXIE, který proběhl v úterý 20. dubna 2021, bylo vyrobeno prvních 5,4 g kyslíku přeměnou z oxidu uhličitého z atmosféry Marsu. Dle NASA by mohla MOXIE vyrábět kyslík pro budoucí astronauty.
22. dubna – Proběhl druhý let vrtulníku Ingenuity. Vrtulník dosáhl výšky 5 metrů, provedl náklon o 5°, díky čemuž uletěl 2 metry horizontálně, následně se vrátil a bezpečně přistál. Let začal po 11:30 SELČ. Let trval 51,9 sekundy.
25. dubna – Proběhl třetí let vrtulníku Ingenuity na Marsu. Vrtulník dosáhl rychlosti až 7 kilometrů za hodinu. Uletěl 100 metrů.
28. dubna – JPL odložila čtvrtý let vrtulníku Ingenuity kvůli softwarové chybě.
30. dubna – Vrtulník Ingenuity provedl čtvrtý let na Marsu. Let trval 117 sekund, maximální rychlost byla 13,8 km/h a vrtulník urazil celkem 200 metrů. NASA také oznámila, že prodlouží letové okno o 30 dní.

### Květen
6. května – Vrtulník Ingenuity provedl pátý let na Marsu. Let trval 108 sekund a vrtulník dosáhl výšky 10 metrů. NASA také zveřejnila první záznam zvuku letu vrtulníku.
22. května – Vrtulník Ingenuity provedl šestý let na povrchu Marsu. Za 140 sekund vrtulník překonal 215 metrů. V závěru letu měl vrtulník potíže se softwarem, ale bezpečně přistál.

### Červen
9. června – Vrtulník Ingenuity provedl sedmý let na povrchu Marsu. Sonda letěla po dobu 62,8 sekundy a urazila přibližně 106 metrů.
21. června – Vrtulník Ingenuity provedl sedmý let na povrchu Marsu. Vrtulník letěl po dobu 77,4 sekund a urazil přibližně 160 metrů. Nachází se tedy asi 133 metrů daleko od vozítka.

## 2022

### Únor
6. února – Vozítko Perseverance urazilo během dne vzdálenost 245,76 m (předchozí sol 243,3 m), čímž překonalo rekord ve vzdálenosti uražené během jednoho dne. Tento rekord dosud drželo vozítko Opportunity, hodnota rekordu byla 214 metrů.
18. února – První výročí přistání na Marsu. Při této příležitosti cestovaly po USA tři modely roveru Perseverance v životní velikosti. 

### Prosinec
21. prosince – Rover Perseverance na povrch Marsu uložil první vzorek. Ten je připraven na vyzvednutí v rámci mise Mars Sample Return.

## 2023

### Leden
30. ledna – Rover uložil 10. a poslední vzorek prvního úložiště, odkud budou vzorky vyzvednuty v rámci mise Mars Sample Return.

### Březen
31. března – Rover sebral první vzorek nové vědecké kampaně.

### Červenec
12. července – V časopise Nature byla zveřejněna studie využívající data z měření roveru Perseverance, v níž bylo konstatováno, že na Marsu byly nalezeny stopy dávného organického materiálu.

## 2024

### Leden
18. ledna – Havárií skončil poslední a v celkovém pořadí 72. let vrtulníku Ingenuity. Řídící systém špatně vyhodnotil terén a pro tvrdém přistání byl poškozen rotor vrtulníku. Tím pravděpodobně skončila mise vrtulníku v plánované podobě.

### Červenec
21. července – Vozítko Presverance nalezlo horninu pojmenovanou Cheyava Falls. Obsahuje žilky síranu vápenatého, který je důkazem, že přes horninu tekla voda. Mezi těmito žilkami se nachází další uhličitany, které jsou pravděpodobně produktem metabolismu živých organismů. Člen výzkumného týmu Ken Farley uvedl, že se jedná o „nejzáhadnější, nejsložitější a potenciálně nejdůležitější horninu, kterou Perseverance dosud zkoumala“.

### Září
30. září – Rover Perseverance vyfotografoval částečné zatmění Slunce. Měsíc Phobos při něm částečně zakryl sluneční kotouč.

### Prosinec
11. prosince – Na výroční schůzi American Geophysical Union ve Washingtonu, D.C. byl představen plán na vyžití vrtulníku Ingenuity jako meteostanice. Poškozený stroj by tak mohl být využit následujících 20 let.
13. prosince – Bylo uzavřeno vyšetřování havárie helikoptéry Ingenuity, které provedl tým expertů z NASA a společnosti AeroViroment. Vyšetřování dospělo k závěru, že příčinou havárie byla chyba navigačního systému, který nedokázal určit polohu vrtulníku vůči povrchu. To vedlo k tvrdému přistání, při jterém byly poškozeny konce lopatek rotoru.

## 2025

### Únor
6. února – Rover odebral vzorek pojmenovaný Silver Mountain, který pravděpodobně pochází z období Noachianu, kdy byl Mars bombardován asteroidy. Se stářím asi 4 miliardy let se jedná o nejstarší na Marsu odebraný vzorek.